# Joana Jugan

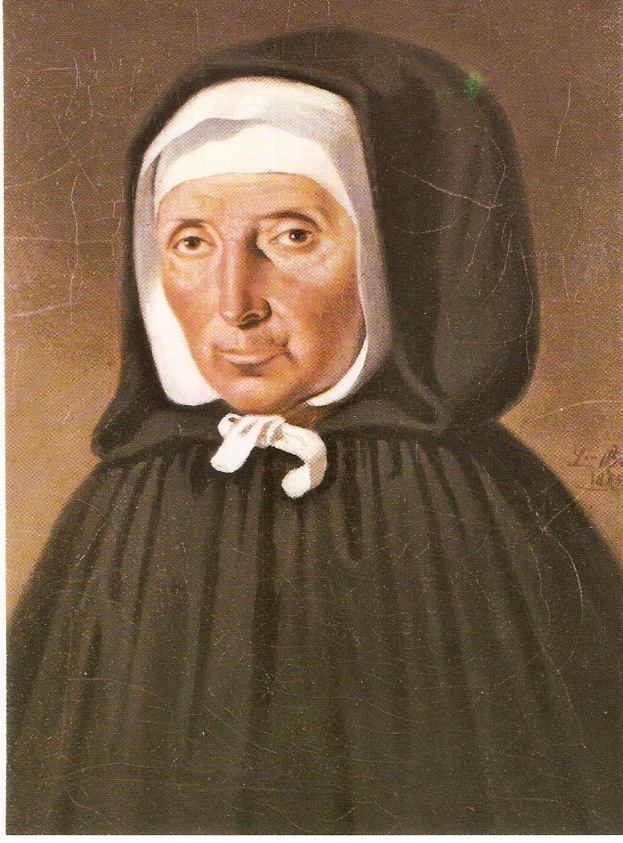
Imagem de Santa Joana Jugan

Joana Jugan (Cancale, 25 de outubro de 1792 – Saint-Pern, 28 de agosto de 1879) é uma santa católica fundadora da congregação das Irmãzinhas dos Pobres.
Foi beatificada por João Paulo II, no dia 3 de outubro de 1982 e canonizada em 11 de outubro de 2009 por Bento XVI.